# Cassipourea adamauensis
Cassipourea adamauensis là một loài thực vật có hoa trong họ Rhizophoraceae. Loài này được Jacq.-Fél. ex Pellegr. mô tả khoa học đầu tiên năm 1953.